# Taunsa
Taunsa es una localidad de Pakistán, en la provincia de Punyab.

## Demografía
Según estimación 2010 contaba con 36.970 habitantes.